# Toyota 2000GT
El Toyota 2000GT es un automóvil deportivo de gran turismo biplaza producido entre 1967 y 1970 por el fabricante japonés Toyota. Se presentó por primera vez en el Salón del Automóvil de Tokio en 1965 y revolucionó la visión del mundo del automóvil de Japón, demostrando que los fabricantes japoneses podrían producir un coche deportivo para competir con los de Europa.
En una revisión de un coche de preproducción de 1967, la revista Road & Track resumió al 2000GT como «uno de los coches más emocionantes y agradables que hemos conducido» y lo comparó favorablemente con el Porsche 911. Hoy en día se considera el primer auto japonés de colección, el primer "superauto japonés". Un ejemplar del 2000GT fue vendido en una subasta por casi US$1 200 000 (equivalente a $10 514 067 en 2023).

## Antecedentes
Tras el éxito que tuvo del Gran Premio de Japón en 1963 y 1964, el entusiasmo por todas las formas de automovilismo aumentó de manera descomunal entre los japoneses, lo que motivó a los fabricantes a crear modelos de alto desempeño.
En respuesta a este ambicioso cambio en los gustos de los consumidores nipones, Toyota comenzó a desarrollar un modelo de gran turismo de gama alta para mostrar las tecnologías y los conocimientos de fabricación que se habían acumulado desde la década de 1930. El objetivo era crear un coupé deportivo de altas prestaciones, pero que al mismo tiempo resultara cómodo para su uso diario. Esto dio como resultado el desarrollo del 2000GT.
Al igual que la mayoría de los automóviles que van a salir a producción, primero fue creado un prototipo, aunque todavía quedaba trabajo de desarrollo por completar antes de poder comercializarlo.
Toyota aprovechó ese tiempo intermedio para aumentar la anticipación de esta nueva máquina y aumentar su notoriedad. Más tarde, los prototipos 2000GT se inscribieron en varias carreras para demostrar el rendimiento del automóvil. Asimismo, este deportivo demostró su poderío en las pruebas de velocidad del Yatabe High Speed Testing Course.
Al final del evento de 72 horas, el 2000GT había soportado una tormenta tropical y promedió un ritmo de 207 km/h (129 mph) alrededor del óvalo inclinado del circuito. Igualmente, rompió tres récords mundiales y estableció 13 marcas internacionales de velocidad y resistencia, demostrando sin lugar a dudas la efectividad y confiabilidad de las tecnologías avanzadas del automóvil.
Gran parte del trabajo fue realizado por Yamaha, que además de su amplia gama de productos de la época también hizo mucho trabajo para otros fabricantes japoneses. Muchos acreditan al diseñador germano-estadounidense Albrecht Goertz, un protegido de Raymond Loewy, como fuente de inspiración para el coche. Había ido a Yamaha en Japón en la década de 1960 para desarrollar un coche deportivo biplaza de Nissan. Se construyó un prototipo, pero finalmente Nissan decidió no seguir adelante con el proyecto. Yamaha también trabajó para Toyota, entonces percibido como el más conservador de los fabricantes de automóviles japoneses. Deseando mejorar su imagen, Toyota aceptó la propuesta, pero usando un diseño de Satoru Nozaki.

## Producción

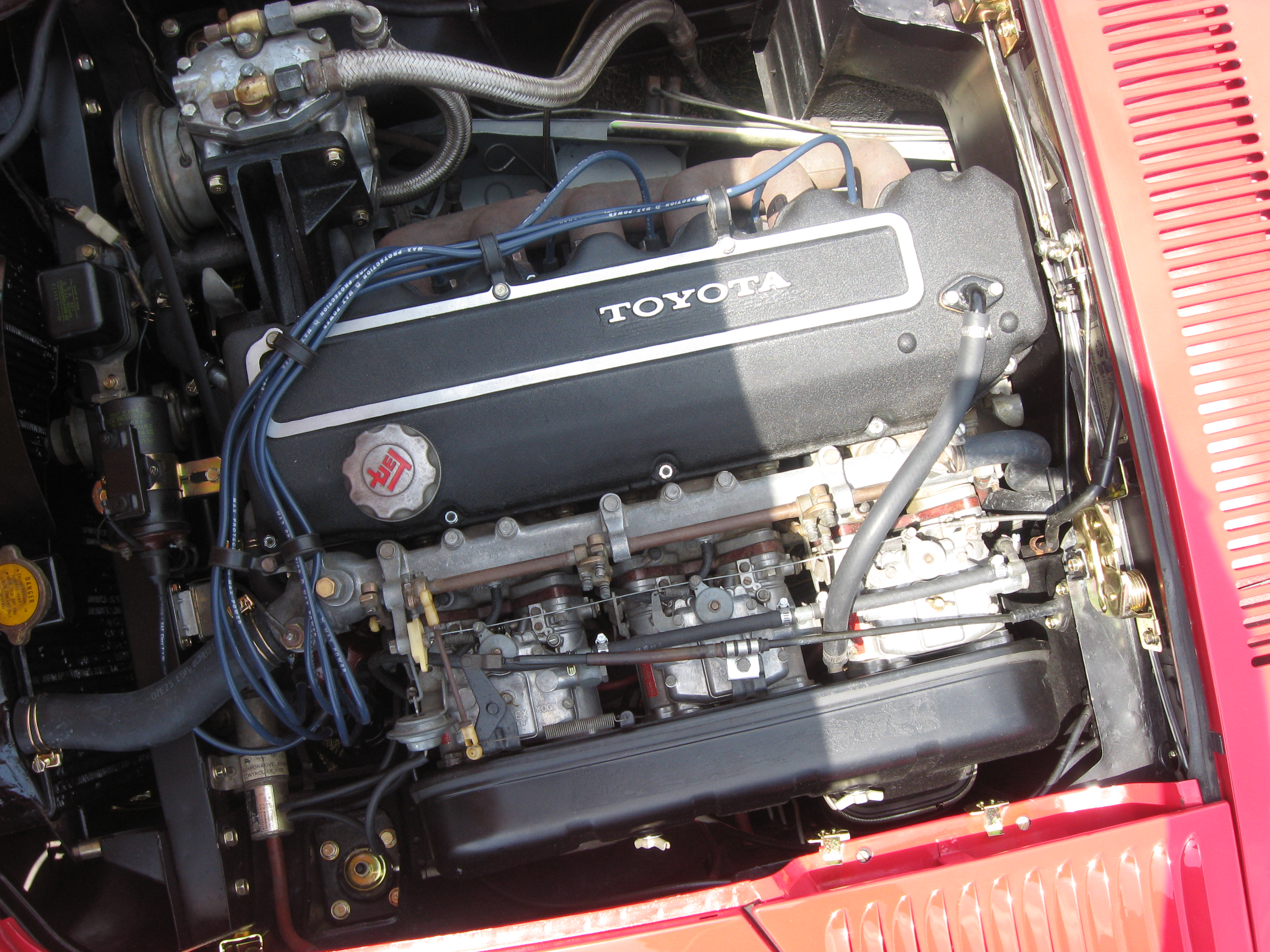
Motor 2M-B SOHC de 2,3 litros.

Entre 1967 y 1970 solamente fueron construidas 351 unidades, una cifra comparable a los superdeportivos italianos. En los Estados Unidos era vendido por US$7230 (equivalente a $63 347 en 2023) en 1968, un precio superior al de los Chevrolet Corvette, Porsche 911 y Jaguar E-Type. Llegaron a Estados Unidos un total de 62 unidades. La mayoría de los 2000GT fueron pintados de rojo o blanco.
Finalmente, el 2000GT inició su comercialización en el mercado japonés en mayo de 1967. Por diseño, desempeño y materiales, este modelo fue un parteaguas en la historia de la compañía, incluso, su producción no ocurrió en alguna de las plantas de Toyota, sino que se contrató de nuevo a Yamaha para que se encargara del ensamble, ya que tenía la facilidad de armar automóviles en pequeños lotes.
En 1969, Toyota aplicó un pequeño cambio de modelo en el 2000GT, mismo que consistía en reducir el tamaño de las luces diurnas y, a la vez, permitió a los compradores optar por aire acondicionado y una transmisión automática de tres velocidades. Hoy en día, un ejemplar de estos puede ser vendido por más de US$750 000 (equivalente a $6 571 292 en 2023).

## Detalles técnicos

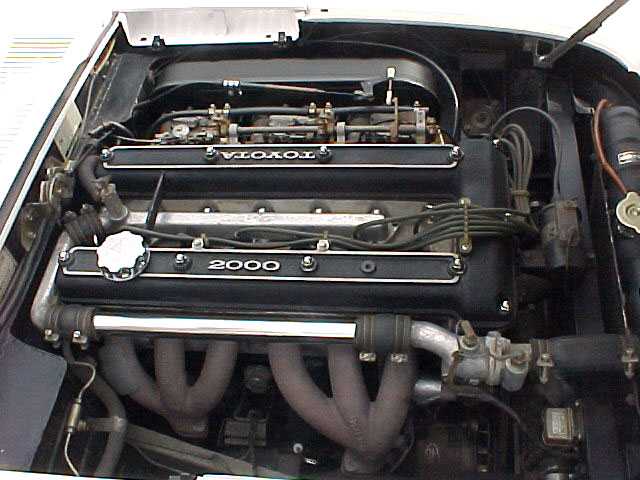
El motor 3M DOHC de 2 litros.

El 2000GT es propulsado por un motor de seis cilindros en línea 3M de aspiración natural con doble (DOHC) árbol de levas a la cabeza y 2 válvulas por cilindro (12 en total) de 1988 cm³ (2 litros; 121,3 pulgadas cúbicas), con un diámetro y carrera cuadrados de 75 x 75 mm (2,95 x 2,95 plg), bloque de fundición de hierro, y lubricación por cárter húmedo derivado de la planta motriz del lujoso sedán Toyota Crown.
Yamaha trabajó en su culata de aluminio, dotándolo además de tres carburadores Mikuni-Solex 40 PHH, con una relación de compresión de 8.4:1 y cámaras de combustión hemisféricas. El 3M desarrolla una potencia de 150 CV (148 HP; 110 kW) a las 6600 rpm y 175 N·m (129 lb·pie) a las 5000 rpm de par máximo, permitiéndole alcanzar una velocidad máxima de 217 km/h (135 mph).
Nueve modelos especiales MF-12 fueron construidos con el motor 2M-B SOHC más grande de 2253 cm³ (2,3 litros), al incrementar la carrera a 85 mm (3,35 plg), aunque con una potencia menor de 140 CV (138 HP; 103 kW) a las 5800 rpm y 201 N·m (148 lb·pie) a las 3800 rpm de par máximo. Su consumo de combustible era de 7,6 L/100 km (13,2 km/L; 31,0 mpgAm).
El chasis está inspirado en el del Lotus Elan, al igual que las suspensiones y los frenos. Estaba disponible con una caja de cambios manual de cinco velocidades o automática de tres velocidades.
| 1.ª     | 2.ª     | 3.ª     | 4.ª    | 5.ª     | Final   |
| ------- | ------- | ------- | ------ | ------- | ------- |
| 3.145:1 | 1.636:1 | 1.179:1 | 1.00:1 | 0.844:1 | 4.375:1 |

## El coche de James Bond

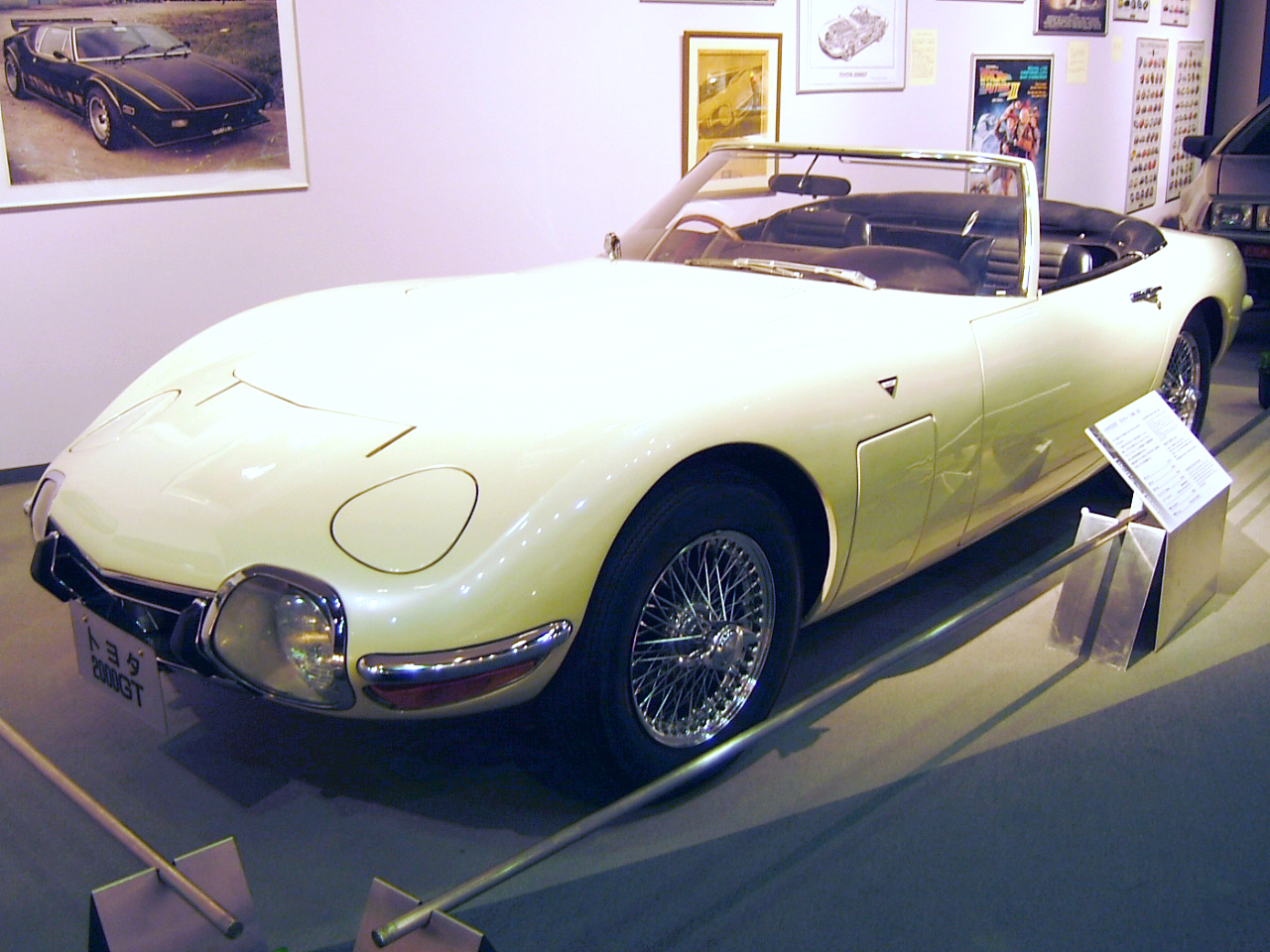
Coche usado en la película de James Bond Sólo se vive dos veces.

El 2000GT hizo su aparición más famosa en la pantalla en la película de James Bond de 1967 Sólo se vive dos veces, la mayoría de la cual se filmó en Japón. Dos modelos sin techo únicos, equipados solamente con cubiertas de lona para simular techos convertibles en funcionamiento, se fabricaron especialmente para la película. Se afirma que se consideró que un targa podría acomodar al fornido Sean Connery de 6 pies 2 pulgadas (1,88 m) de estatura. Esto retuvo el perfil fastback del auto original, pero eliminó las ventanas laterales traseras. Supuestamente, la cabeza de Connery sobresalía de la parte superior y se fabricó una versión sin techo en menos de dos semanas para la película. El automóvil fue conducido principalmente por la novia de Bond en la película, "Aki".
El actor Daniel Craig votó al 2000GT como su auto Bond favorito de todos los tiempos.